# Sceleocantha pilosicollis
Sceleocantha pilosicollis är en skalbaggsart som först beskrevs av Hope 1834.  Sceleocantha pilosicollis ingår i släktet Sceleocantha och familjen långhorningar. Inga underarter finns listade i Catalogue of Life.